# Oreste Moricca
Oreste Moricca (ur. 5 sierpnia 1891 w Filandari, zm. 21 czerwca 1984 w Bra) – włoski generał i szermierz, dwukrotny medalista olimpijski.
Na igrzyskach olimpijskich w Paryżu w 1924 roku wspólnie z Giulio Baslettą, Marcello Bertinettim, Giovannim Canovą, Virgilio Mantegazzą i Vincenzo Cuccią zdobył brązowy medal w szpadzie drużynowej. Parę dni później Włosi w składzie: Oreste Puliti, Oreste Moricca, Marcello Bertinetti, Giulio Sarrocchi, Renato Anselmi, Guido Balzarini, Bino Bini i Vincenzo Cuccia zwyciężyli w szabli drużynowej. W turniejach indywidualnych nie startował.
Nie zdobył medalu mistrzostw świata.
W czasie I wojny światowej ranny, odznaczony brązowym Medalem za Męstwo Wojskowe. Po zakończeniu wojny ukończył filologię francuską w 1924 roku. W latach 30' był wykładowcą historii wojskowości w Szkole Wojennej w Turynie. Po wybuchu II wojny światowej powrócił do służby w stopniu pułkownika. Brał udział w walkach w Grecji i Związku Radzieckim, organizował ewakuację włoskich oddziałów z terenów ZSRR do Rumunii. W 1944 mianowany dowódcą Guardia di Finanza. W stan spoczynku przeszedł w 1946 w stopniu generała armii.